# 天野新士
天野 新士（あまの しんじ、 1933年〈昭和8年〉3月10日 - ）は、日本の俳優。本名は松本友孝。旧芸名は天野新二。東京都足立区千住仲町出身。近代企画センター所属。

## 家族
- 和歌鈴子（妻・宝塚女優）(2010年6月没)
- 松本友里（長女・女優）(2010年11月15日没）
- 松平健（長女の元夫・俳優）

## 経歴
1952年に慶應義塾大学文学部に入学。1953年の2年生の時に新国劇からスカウトされ大学を中退し入団。天野新二と名乗って1961年の退団まで舞台を主要で活躍。1965年に和歌鈴子と結婚。

## 出演作

### 映画
- 『国定忠治』（1954年6月27日、日活撮影所）
- 『ソ満国境2号作戦 消えた中隊』（1955年1月14日、日活撮影所）
- 『王将一代』（1955年10月2日、新東宝）
- 『恋や恋なすな恋』（1962年5月1日、東映京都撮影所） - 芦屋道満
- 『何か面白いことないか』（1963年3月3日、日活撮影所） - 雑誌社の記者Ｂ
- 『浪曲子守唄』（1966年10月25日、東映東京撮影所）
- 『兄弟仁義 関東命知らず』（1967年8月12日、東映京都撮影所） - 倉島五十治
- 『さくら盃 仁義』（1969年8月23日、ニューセンチュリー）
- 『関東義兄弟』（1970年1月15日、ニューセンチュリー映画）
- 『盛り場仁義』（1970年1月24日、日活撮影所）
- 『修羅』（1971年2月13日、松本プロダクション、日本ATG） - 伊之助

### テレビドラマ
- 『奔流』（1959年10月30日、朝日放送）
- 『義士江戸日記』（1961年12月14日、日本テレビ）
- 『青春怪談』（1962年1月6日～1962年3月31日、関西テレビ）
- 『佐々木小次郎』（1962年1月9日～1962年7月3日、よみうりテレビ）
- 『桂小五郎』（1962年6月11日～1962年9月3日、よみうりテレビ）
- 『人生の四季』第67話「腐っても鯛」（1962年9月15日、日本テレビ）
- 『男の夜明け』（1962年10月5日～1963年3月22日、日本テレビ）
- 『柔道一代』（1962年12月14日～1964年10月9日、TBS）
- 『がしんたれ』（1963年7月3日～1963年12月25日、フジテレビ）
- 『海へでる蝶』（1963年8月26日～1964年2月28日、TBS）
- 『人生劇場』（1963年10月11日～1963年11月29日、日本テレビ）
- 『NHK大河ドラマ』（NHK）
  - 『赤穂浪士』（1964年1月5日～1964年12月27日）
  - 『源義経』（1966年1月2日～1966年12月25日）
  - 『春の坂道』（1971年1月3日～1971年12月26日）
- 『銭屋五兵衛』（1964年2月5日、NHK）
- 『惑いの午後』（1964年6月15日～1964年12月11日、朝日放送）
- 『民権の旗』（1964年10月1日、NHK）
- 『虚空遍歴』（1964年10月6日～1965年2月23日、TBS）
- 『俺はども安』（1965年2月14日～1965年8月8日、フジテレビ）
- 『三人の求婚者』（1965年3月6日～1965年3月13日、NHK）
- 『女を美しくするために』（1965年4月6日～1965年6月29日、朝日放送）
- 『柔一筋』（1965年4月27日～1965年9月28日、日本テレビ）
- 『燃ゆる白虎隊』（1965年5月4日～1965年7月27日、TBS）- 河原田健吉
- 『宮本武蔵』（1965年10月30日～1966年4月16日、日本テレビ）
- 『鉄道公安36号』（NET）
  - 第130話「怒りの手錠」（1965年12月8日）
  - 第154話「乱気流」（1966年5月25日）
  - 第172話「娘ごころ」（1966年9月28日）
- 『判決』第168話「ある内縁」（1965年12月29日、NET）
- 『素浪人月影兵庫』第22話（1966年3月15日、NET）
- 『おれの番だ!』（1966年3月28日～1966年5月2日、TBS）
- 『花と龍』（1966年4月9日、フジテレビ）
- 『山椿』（1966年4月26日、関西テレビ）
- 『花と剣』（1966年10月16日～1967年4月9日、フジテレビ）
- 『ナショナル劇場』（TBS）
  - 『真田幸村』（1966年10月24日～1967年10月16日）
  - 『水戸黄門』
    - 第2部 第8話「竹とんぼ -八戸-」（1970年11月16日） - 恭之助
    - 第3部 第28話「暗雲晴れて -薩摩・江戸-」（1972年6月5日） - 笠間与一郎
    - 第20部
      - 第15話「女度胸の玄海節 -小倉-」（1991年2月18日） - 大月右京
      - 第45話「娘馬子仇討ち悲願 -福島-」（1991年9月16日） - 馬場三左衛門

  - 『大岡越前 第6部』第12話「盗っ人が託した赤ん坊」（1982年5月24日） - 夜兎の勘治
- 『愛の自画像』（1966年12月5日～1967年3月31日、朝日放送）
- 『ザ・ガードマン』第116話「勝利なき挑戦」（1967年6月23日、TBS）
- 『愛妻くん』 第48話「結婚の方法」（1967年6月23日、TBS）
- 『特別機動捜査隊』（NET）
  - 第307話「海に生きる」（1967年9月13日）
  - 第319話「おんなのブルース」（1967年12月6日）
  - 第350話「父ちゃんの馬鹿」（1968年7月10日）
  - 第478話「謎の女」（1970年12月30日）
  - 第525話「ポルノイン東京　女人百景」（1971年11月24日）
  - 第580話「刑事はつらいよ」（1972年12月13日）
  - 第595話「人間標的」（1973年3月28日）
- 『幕末姉妹』（1968年1月1日～1968年4月1日、フジテレビ）
- 『平四郎危機一発』第20話（1968年2月17日、TBS）
- 『愛の珊瑚礁』（1968年1月2日～1968年2月23日、日本テレビ）
- 『昔三九郎』第13話（1968年7月9日、日本テレビ）
- 『女の旅路』（1968年12月16日～1969年2月21日、TBS）
- 『五辨の椿』（1969年4月4日～1969年5月9日、フジテレビ）
- 『三百六十五夜』（1969年4月21日～1969年6月13日、 TBS）
- 『無用ノ介』第13話「赤い月下の無用ノ介」（1969年6月21日、日本テレビ）
- 『旅がらすくれないお仙』第41話「だます積りじゃないわ」（1969年7月13日、NET）
- 『プレイガールシリーズ』（1969年8月4日、東京12チャンネル）
  - 『プレイガール』 第18話「新宿喜劇 女のムシが騒ぐとき」
  - 『プレイガールQ』 (1975年)
    - 　第39話「天使は裸で勝負する」-　中山三郎
    - 　第42話「温泉脱ぎ脱ぎ作戦」-　三条君彦
    - 　第46話「スリラー・真夜中の脅迫者」-　黒木
- 『素浪人花山大吉』（NET）
  - 第32話「伜にゃ過ぎた嫁だった」（1969年8月9日）
  - 第98話「恋する女は強かった」（1970年11月14日）
- 『細腕繁盛記』第1話 「加代の嫁入り」（1970年1月8日、よみうりテレビ）
- 『夫よ男よ強くなれ』第16話「しばられるのはイヤ!」（1970年1月15日、NET）
- 『おさな妻』第19話「まま母と言われて」（1971年2月5日、東京12チャンネル）
- 『旗本退屈男』第8話（1970年11月24日、フジテレビ）
- 『山河』（1970年11月14日、NHK）
- 『さむらい飛脚』第10話「仮面の花火師」（1971年3月13日、NET）
- 『清水次郎長』（1971年5月8日～1972年4月29日、フジテレビ）
- 『気になる嫁さん』第5話「おとなの胸のうち」（1971年11月3日、日本テレビ）
- 『十手野郎捕物控』（TBS）
  - 第6話（1971年11月10日）
  - 第16話（1972年1月26日）
- 『一心太助』第21話「東海道だよ四人旅」（1972年2月27日、フジテレビ） - 倉田
- 『蛇姫様』第7話「涙で逢った花と剣」（1972年2月13日、東京12チャンネル） - 佐七
- 『遠山の金さん』（テレビ朝日）
  - 『遠山の金さん捕物帳』
    - 第86話「代貸に惚れた女」（1972年2月27日）
    - 第110話「あの世から招く女」（1972年8月13日） - 直次郎

  - 『ご存知遠山の金さん』第34話「人情地獄を見た男」（1974年5月26日）
  - 『ご存じ金さん捕物帳』第24話「騙された悪女」（1975年3月9日）
  - 『名奉行 遠山の金さん』第16話「逆玉の輿を狙った男」（1990年12月13日） - 檜垣陣十郎
- 『怪談』 第4話「雨の古沼」（1972年8月18日、MBS）- 多九郎
- 『赤ひげ』第13話「徒労に賭ける」（1973年1月12日、NHK） - 鉄
- 『どてらい男』立志編 （1973年10月2日～1975年3月25日、関西テレビ）
- 『必殺シリーズ』（ABC / 松竹）
  - 『助け人走る』第32話 ｢偽善大往生」（1974年5月25日） - 格助
  - 『必殺仕業人』第1話「あんた この世をどう思う」（1976年1月16日） - 小沢勘兵衛
  - 『必殺仕事人』第41話「織技重ね裏返し」（1980年2月29日） - 大沢帯刀
  - 『新・必殺仕事人』第15話「主水 公休出勤する」（1981年8月28日） - 藤枝
- 『特捜記者 犯罪を追え』第7話（1974年5月15日、関西テレビ）
- 『白い牙』第9話「トラブル買います」（1974年6月1日、日本テレビ）
- 『北斗の人』（1974年7月7日～1974年9月29日、関西テレビ）
- 『秋燃えの女』（1974年10月3日～1974年12月26日、関西テレビ）
- 『破れ傘刀舟 悪人狩り』（NET）
  - 第15話「笹りんどう散る」（1975年1月7日） - 佐伯東馬
  - 第43話「運命の標的」（1975年7月22日） - 野木十郎太
  - 第77話「十二万石の命 （1976年3月16日） - 玄才
  - 第122話「凧と十手とにごり酒」（1977年1月25日） - 岩崎伊七郎
- 『ザ★ゴリラ7』（1975年4月4日～1975年10月3日、NET）
- 『NHK特集』「明治の群像 海に火輪を」 第7話「陸奥宗光 ～後編～」（1976年9月30日、NHK） - 森肇
- 『美しき罠』（1976年12月6日～1976年12月31日、日本テレビ）
- 『達磨大助事件帳』第1話「唄祭り姉妹しぐれ」（1977年10月13日、テレビ朝日）
- 『若さま侍捕物帳』第3話「参上!! 涙の大脱走」（1978年6月8日、テレビ朝日） - 鮫松
- 『大江戸捜査網』（東京12チャンネル）
  - 第4シリーズ
    - 第233話「江戸っ子魚屋の世継ぎ騒動」（1978年10月28日）
    - 第246話「女の肌に染めた謎の十万両」（1979年1月27日）

  - 第5シリーズ第108話「白い肌に咲く牡丹の刺青」（1981年10月31日） - 池谷左馬之介
- 『そば屋梅吉捕物帳』第24話 「女狐獄門旅」（1980年3月12日、東京12チャンネル）
- 『赤かぶ検事奮戦記』第3話「小糸坂の白骨」（1980年10月17日朝日放送）
- 『西部警察』第111話「出動命令・特車"サファリ"」（1982年1月3日、テレビ朝日） - 佐島警視正
- 『東芝日曜劇場』「愛にゆれる灯」 （1982年11月21日、TBS）
- 『火曜サスペンス劇場』「黒いカーテン」（1982年12月28日、日本テレビ）
- 『花の吉原 雪の旅』（1984年1月3日、TBS） - 男衆

### バラエティー
- 『オールスター家族対抗歌合戦』（フジテレビ）

### 舞台
- 『男ありて』
- 『穂高』
- 『俺の顔』
- 『汚れた手』